# Everything Remains as It Never Was
Everything Remains as It Never Was is het vierde studioalbum van de Zwitserse folkmetalband Eluveitie. Het album is uitgegeven onder contract bij Nuclear Blast op 19 februari 2010.

## Nummers
CD
1. Otherworld - 1:57
2. Everything Remains as It Never Was - 4:25
3. Thousandfold - 3:20
4. Nil - 3:43
5. The Essence of Ashes - 3:59
6. Isara - 2:44
7. Kingdom Come Undone - 3:22
8. Quoth the Raven - 4:42
9. (Do)minion - 5:07
10. Setlon - 2:36
11. Sempiternal Embers - 4:52
12. Lugdūnon - 4:01
13. The Liminal Passage - 2:15
14. Otherworld Set - 2:34 (Bonus track)
15. The Liminal Passage Set - 2:49 (Bonus track)

DVD
1. Videoclip "Thousandfold"
2. Making of videoclip "Thousandfold"
3. A closer look at the lyrics
4. Making of the album "Everything Remains as It Never Was"
5. Recording of " Thousandfold"
6. Recording of "(Do)minion"
7. Recording of "Quoth the Raven"